# Cameron Borthwick-Jackson
Cameron Borthwick-Jackson (Mánchester, Inglaterra, 2 de febrero de 1997) es un futbolista británico que juega como defensa.

## Trayectoria
Nacido en Mánchester, Borthwick-Jackson se unió a la Academia del Manchester United a la edad de 6 años en julio de 2003. Hizo su debut para el equipo reserva del club a la edad de 16 años, como sustituto de Tom Lawrence en un triunfo por 4-1 contra el Bolton Wanderers el 16 de septiembre de 2013. Hizo 22 apariciones para los sub-18 durante la temporada 2013-14, así como dos más en la FA Youth Cup, y consiguió anotar en el penúltimo juego de liga contra el Stoke City el 29 de abril de 2014.
En julio de 2014 jugó en los cinco partidos de los sub-17 en la Milk Cup, anotando tanto en la victoria por 4-0 en semifinales contra el club  escocés Partick Thistle y el único gol en la final contra club francés Vendée. Tuvo un puesto regular en los sub-18 durante la temporada 2014-15, jugando en 28 de sus 29 partidos de liga, y anotando el segundo gol en la victoria por 2-1 sobre el Blackburn Rovers el 31 de enero de 2015. Sin embargo, también anotó un gol en propia meta para igualar el marcador contra el Chelsea el 2 de mayo, antes de que el Chelsea ganara por 2-1.
Dio el paso hacia los sub-21 del club en la temporada 2015-16, y el 7 de noviembre de 2015, fue convocado para el banco de suplentes del primer equipo por primera vez contra el West Bromwich Albion; sustituyó a Marcos Rojo ingresando en el minuto 76 para hacer su debut profesional. Múltiples lesiones en el equipo permitió a Borthwick-Jackson hacer su primera titularidad el 12 de diciembre de 2015 contra el Bournemouth, con una derrota por 2-1. Terminó la temporada con 10 apariciones en la Premier League, además de ganar la Premier League sub-21.
El 2 de mayo de 2016, en la ceremonia de premiación anual del club, ganó el premio Player of the Year sub-21 después de recibir más votos que sus compañeros James Weir y Donald Love. El 30 de mayo de 2016, Borthwick-Jackson firmó un nuevo contrato con el United, manteniéndolo en el club hasta 2020, con la opción de extenderlo por un año más.
El 22 de agosto de 2016 se unió al equipo de la Championship, el Wolverhampton Wanderers, en cesión por una temporada. Hizo su debut con el club el 10 de septiembre de 2016, en un empate 1-1 contra el Burton Albion. Hizo cinco apariciones más en la liga para los Wolves hasta el nombramiento del nuevo mánager Paul Lambert el 5 de noviembre de 2016. Después de lo cual fue eliminado del equipo, con su última salida el 5 de noviembre de 2016 y su última actuación en el banco de suplentes el 10 de diciembre de 2016. La falta de tiempo de juego llevó a Borthwick-Jackson a regresar al Manchester United para jugar con los sub-23 en la segunda mitad de la temporada después de que se hizo un acuerdo mutuo entre los dos clubes.
El 7 de agosto de 2017 se unió al club de la Championship y sus clásicos rivales el Leeds United en cesión para la temporada 2017-18. Su debut se produjo dos días después contra el Port Vale en la Carabao Cup, que terminó en una victoria por 4-1. Hizo su debut en Liga el 12 de agosto en un empate 0-0 contra el Preston North End. El 16 de enero de 2018, se anunció que el préstamo de Borthwick-Jackson había sido cancelado.
El 28 de julio de 2018 el Scunthorpe United logró su cesión por una temporada.
El 2 de septiembre de 2019 volvió a marcharse cedido una temporada, en esta ocasión su destino fue el Tranmere Rovers. Tras cancelarse la cesión en enero de 2020, se marchó prestado al Oldham Athletic hasta final de temporada.
Finalmente, el 30 de junio de 2020 abandonó el conjunto mancuniano una vez finalizó su contrato. Un mes después regresó al Oldham Athletic A. F. C. tras firmar por una temporada. Al finalizar la misma se comprometió con el Burton Albion F. C. por dos años.
En julio de 2023 se marchó a Polonia y fichó por el Śląsk Wrocław con un contrato de dos temporadas, la primera de las cuales la terminó jugando cedido en el Ross County F. C. Al inicio de la segunda llegó a un acuerdo para su desvinculación.

## Selección nacional

### Juvenil
Borthwick-Jackson ha representado a Inglaterra a nivel juvenil, jugando tres partidos para los sub-16 y seis para los sub-17. Hizo su debut para los sub-19 contra los Países Bajos el 12 de noviembre de 2015.

## Estadísticas

### Clubes
| Club                                     | Div.          | Temporada     | Liga  | Liga  | Copas nacionales | Copas nacionales | Copas internacionales | Copas internacionales | Total | Total |
| Club                                     | Div.          | Temporada     | Part. | Goles | Part.            | Goles            | Part.                 | Goles                 | Part. | Goles |
| ---------------------------------------- | ------------- | ------------- | ----- | ----- | ---------------- | ---------------- | --------------------- | --------------------- | ----- | ----- |
| Manchester United F. C. Inglaterra       | 1.ª           | 2015-16       | 10    | 0     | 3                | 0                | 1                     | 0                     | 14    | 0     |
| Manchester United F. C. Inglaterra       | Total club    | Total club    | 10    | 0     | 3                | 0                | 1                     | 0                     | 14    | 0     |
| Wolverhampton Wanderers F. C. Inglaterra | 2.ª           | 2016-17       | 6     | 0     | 1                | 0                | —                     | —                     | 7     | 0     |
| Wolverhampton Wanderers F. C. Inglaterra | Total club    | Total club    | 6     | 0     | 1                | 0                | 0                     | 0                     | 7     | 0     |
| Leeds United F. C. Inglaterra            | 2.ª           | 2017-18       | 1     | 0     | 5                | 0                | —                     | —                     | 6     | 0     |
| Leeds United F. C. Inglaterra            | Total club    | Total club    | 1     | 0     | 5                | 0                | 0                     | 0                     | 6     | 0     |
| Scunthorpe United F. C. Inglaterra       | 3.ª           | 2018-19       | 29    | 2     | 4                | 0                | —                     | —                     | 33    | 2     |
| Scunthorpe United F. C. Inglaterra       | Total club    | Total club    | 29    | 2     | 4                | 0                | 0                     | 0                     | 33    | 2     |
| Tranmere Rovers F. C. Inglaterra         | 3.ª           | 2019-20       | 3     | 0     | 3                | 0                | —                     | —                     | 6     | 0     |
| Tranmere Rovers F. C. Inglaterra         | Total club    | Total club    | 3     | 0     | 3                | 0                | 0                     | 0                     | 6     | 0     |
| Oldham Athletic A. F. C. Inglaterra      | 4.ª           | 2019-20       | 6     | 0     | —                | —                | —                     | —                     | 6     | 0     |
| Oldham Athletic A. F. C. Inglaterra      | 4.ª           | 2020-21       | 31    | 2     | 4                | 0                | —                     | —                     | 35    | 2     |
| Oldham Athletic A. F. C. Inglaterra      | Total club    | Total club    | 37    | 2     | 4                | 0                | 0                     | 0                     | 41    | 2     |
| Burton Albion F. C. Inglaterra           | 3.ª           | 2021-22       | 37    | 2     | 5                | 0                | —                     | —                     | 42    | 2     |
| Burton Albion F. C. Inglaterra           | 3.ª           | 2022-23       | 22    | 0     | 8                | 0                | —                     | —                     | 30    | 0     |
| Burton Albion F. C. Inglaterra           | Total club    | Total club    | 59    | 2     | 13               | 0                | 0                     | 0                     | 72    | 2     |
| Śląsk Wrocław · Polonia                  | 1.ª           | 2023-24       | 2     | 0     | 1                | 0                | ―                     | ―                     | 3     | 0     |
| Śląsk Wrocław · Polonia                  | Total club    | Total club    | 2     | 0     | 1                | 0                | 0                     | 0                     | 3     | 0     |
| Ross County F. C. Escocia                | 1.ª           | 2023-24       | 4     | 0     | 0                | 0                | ―                     | ―                     | 4     | 0     |
| Ross County F. C. Escocia                | Total club    | Total club    | 4     | 0     | 0                | 0                | 0                     | 0                     | 4     | 0     |
| Total carrera                            | Total carrera | Total carrera | 151   | 6     | 34               | 0                | 1                     | 0                     | 186   | 6     |
| 1. 2.                                    |               |               |       |       |                  |                  |                       |                       |       |       |